# Paul Bluysen
Paul Bluysen, né le 10 avril 1861 dans le 6e arrondissement de Paris et mort le 10 septembre 1928 au Coudray-Montceaux, est un journaliste et un homme politique français des Établissements français de l'Inde .

## Biographie
Marie Édouard Paul Bluysen naît le 10 avril 1861, dans le 6e arrondissement de Paris, du mariage de Charles Bluysen et de Clémentine Diboisne. Il est le frère de l'architecte Auguste Bluysen.
Après des études en France, au collège Rollin et au lycée Condorcet, il devient journaliste et commence comme typographe dans une imprimerie, fonde une imprimerie en 1880 et édite L’Abeille de Seine-et-Oise dont il est rédacteur en chef. Il travaille dans d'autres organes de presse : directeur de la revue Les Arts graphiques en 1883, rédacteur en chef de La République française en 1885.
En 1893, et jusqu'en 1906, il est secrétaire de rédaction au Journal des Débats. 
En 1901, il devint directeur et propriétaire de la Correspondance républicaine libérale, puis prit en 1906 la direction de l’Annuaire de la Presse.
Lié à des familles de l'Inde française, il s'y présente à la députation à Pondichéry en 1898, mais est battu, ainsi qu'en 1902. Il est élu en 1910, toujours à Pondichéry. À l'Assemblée, il intervient en particulier sur les questions coloniales.
Il meurt le 10 septembre 1928 au Coudray-Montceaux.

## Mandats
Paul Bluysen effectue trois mandats de député des Établissements français de l'Inde à l'Assemblée nationale. Du 24 avril 1910 au 31 mai 1914, il siège dans le groupe de la Gauche radicale. Du 26 avril 1914 au 7 décembre 1919 et du 30 novembre 1919 au 31 mai 1924, il appartient au groupe du Parti républicain radical et radical socialiste.
Il est sénateur des Établissements français de l'Inde du 9 mars 1924 à sa mort, le 10 septembre 1928.

## Distinctions
Paul Bluysen est nommé chevalier de l'ordre national de la Légion d'honneur en 1906.

## Publications
Paul Bluysen a écrit les ouvrages suivants :
- Huit jours à Copenhague (voyage de la délégation artistique française) : Correspondances adressées à la "République française", Paris, A. Lahure, 1888, 36 p.
- Paris en 1889 : Souvenirs et croquis de l'Exposition, vol. 1, Paris, P. Arnould, 1890, 207 p.
- Félix Faure intime, vol. 1, Paris, F. Juven, 1898, 259 p. (lire en ligne)
- Mes amis les Hindous : notes de voyage aux Indes : Ceylan, Pondichéry, Calcutta, Bénarès, Agra, Delhi, Jeypoure, Madras, Mahé, Tandjore, Trichnopoli…, vol. 1, Paris, J. Tallandier, 1914, 211 p. (lire en ligne)
- Notes de voyage sur la route des Indes : en Méditerranée orientale, Naples, Athènes, Constantinople, Smyrne, Beyrouth, Kaiffa, la Judée, Jérusalem, Nazareth…, vol. 1, Paris, a Renaissance du livre, 1926, 212 p. (lire en ligne)